# Delosperma maxwellii
Delosperma maxwellii är en isörtsväxtart som beskrevs av L. Bol.. Delosperma maxwellii ingår i släktet Delosperma, och familjen isörtsväxter. Inga underarter finns listade i Catalogue of Life.